# Cánovas (episodio nacional)
Cánovas es la sexta y última novela de la quinta serie de los Episodios Nacionales de Benito Pérez Galdós. Escrita en Madrid y Santander, entre marzo y agosto de 1912, la acción se desarrolla entre 1874 y 1880, desde el pronunciamiento de Sagunto por el general Martínez Campos hasta el acuerdo de alternancia en el poder del partido conservador de Cánovas (que intitula este episodio) y el partido fusionista de Sagasta.
En esta última entrega publicada, rematan la trama literaria los mismos personajes de los cuatro últimos episodios de la serie final: Tito Liviano, mujeriego impenitente e involuntario testigo de la Historia de España, y Mariclío (representada en esta ocasión por una especie de ninfa como el personaje Efémera). En el telón folletinesco, Tito, el personaje fabulado, como el propio Galdós, queda limitado por una semiceguera que le vuelve más dependiente.
Para presentar sus conclusiones, el escritor cede la voz del discurso final al mítico personaje de la Madre, quizá como un intuido homenaje a Gorki–.

«Los políticos se constituirán en casta, dividiéndose hipócritas en dos bandos igualmente dinásticos e igualmente estériles, sin otro móvil que tejer y destejer la jerga de sus provechos particulares en el telar burocrático. No harán nada fecundo; no crearán una Nación; no remediarán la esterilidad de las estepas castellanas y extremeñas; no suavizarán el malestar de las clases proletarias. Fomentarán la artillería antes que las escuelas, las pompas regias antes que las vías comerciales y los menesteres de la grande y pequeña industria. Y por último, hijo mío, verás si vives que acabarán por poner la enseñanza, la riqueza, el poder civil, y hasta la independencia nacional, en manos de lo que llamáis vuestra Santa Madre Iglesia.

»Alarmante es la palabra Revolución. Pero si no inventáis otra menos aterradora, no tendréis más remedio que usarla los que no queráis morir de la honda caquexia que invade el cansado cuerpo de tu Nación. Declaraos revolucionarios, díscolos si os parece mejor esta palabra, contumaces en la rebeldía. En la situación a que llegaréis andando los años, el ideal revolucionario, la actitud indómita si queréis, constituirán el único síntoma de vida. Siga el lenguaje de los bobos llamando paz a lo que en realidad es consunción y acabamiento... Sed constantes en la protesta, sed viriles, románticos, y mientras no venzáis a la muerte, no os ocupéis de Mariclío... Yo, que ya me siento demasiado clásica, me aburro... me duermo...».
Capítulo XXVIII (Galdós, 1912)